# Капенгут, Альберт Зиновьевич
Альберт Зиновьевич Капенгут (бел. Альберт Зіноўевіч Капенгут; 4 июля 1944, Казань) — американский, ранее белорусский, советский шахматист, международный мастер (1991). Заслуженный тренер БССР (1988).

## Биография
С 15-лет начал заниматься у И.Е. Болеславского, уже через год сыграл с ним в чемпионате БССР.
В 1962 году Федерация шахмат СССР приняла решение провести турнир с нормой мастера для сильнейших юниоров страны. В послевоенный период это звание завоевали лишь 6 юношей, включая Спасского и Таля. Чемпион Белоруссии успешно окончил матч-турнир. В интервале нескольких месяцев Тукмаков и Витолиньш также преодолели этот барьер.
В 1963 году состоялась Третья Спартакиада Народов СССР. Однако выяснилось, что вступительные экзамены в БПИ для выпускника Архитектурно-строительного техникума Капенгута совпадают по срокам. На замену не было даже кандидата в мастера. Председатель Спорткомитета БССР поручил директору шахматно-шашечного клуба прозондировать  обстановку. Тот перевыполнил задание – перенес документы на вечернее отделение, а то, что абитуриента призовут в армию, его не интересовало.
Команда республики блестяще завоевала бронзовые медали, а председатель Спорткомитета пытался оттягивать призыв. Однако тренер Белорусского военного округа, чья команда накануне стала чемпионом ВС, очень хотел усилить ее и уже в марте Капенгут оказался в саперном батальоне на границе, вскоре попав в медсанбат с сотрясением мозга. Озабоченный тренер побоялся взять пострадавшего мастера на полуфинал ВС, в итоге команда БВО не попала в финал, а наш герой сыграл в первенстве Прибалтики и БССР. Там А.Н. Кобленц, узнав обо всех злоключениях, предложил написать письмо министру обороны Р.Я. Малиновскому. В итоге появился приказ о переводе солдата в Прибалтийский округ.
На этом фоне Капенгут принял участие во Всемирной студенческой Олимпиаде в Кракове (1964). Еще в 1954 г. ФИДЕ договорилась с Всемирным союзом студентов о проведении Всемирных студенческих олимпиад с ограничением возраста до 26 лет. Лишь в 1977 г. из-за прекращения финансирования было принято решение заменить их на командные чемпионаты мира среди молодежи. В 1963 году советская сборная заняла только 4-е место, поэтому руководство было усилено И.З. Бондаревским. На этот раз команда СССР стала чемпионом мира, обогнав превосходящую по составу сборную Чехословакии, однако в Федерации не оценили успех – Ходоса сняли с мемориала Капабланки, отобрав для него взамен место в полуфинале страны у Капенгута. Пришлось тому выигрывать лично-командное первенство страны среди юниоров. По итогам года юный мастер получил фотоаппарат с гравировкой: “Рядовому Капенгуту от Министра обороны”. Как написал Ю. Сахаров в журнале «Шахматы» (Рига) 1964 г. №18: «…Капенгут, безусловно, наш сильнейший юниор на сегодняшний день».
Следующая «малая» олимпиада состоялась в Синае (Румыния), и советская команда, хоть и с приключениями, опять стала чемпионом мира. Полным триумфом завершилась олимпиада 1966 года в Эребро (Швеция). Капенгут показал блестящий результат 7,5 из 8 на 4-й доске, но его перекрыл Тукмаков со 100% результатом среди 2-х запасных. Однако на  следующий год Спорткомитет БССР, заинтересованный в успешном выступлении на очередной Спартакиаде народов СССР, задержал документы на выезд трехкратного чемпиона мира. Поэтому, когда КГБ в 1968 году закрыла сильнейшему шахматисту республики поездку в Австрию, председатель Спорткомитета запросил повторно. Получив вновь отказ, Герой Советского Союза воспринял это как личное оскорбление, и, используя связи в партизанской элите, добился разового разрешения в ЦК КПБ. Команда СССР в очередной раз стала чемпионом, а Капенгут вновь выиграл свою доску, став обладателем шести золотых медалей. Настоящая причина 20-летнего запрета поездок в капиталистические страны - конфискация запрещенной в СССР книги нобелевского лауреата  Бориса Пастернака «Доктор Живаго», нелегально привезенной Капенгутом из Швеции.
В 1971-72 гг. Капенгут успешно сыграл в финалах чемпионатов СССР и получил турниры в Венгрии и Польше, где выполнил нормы международного мастера, но, как оказалось, его документы не были посланы в ФИДЕ. Как он пишет в мемуарах, этот удар заставил отказаться от честолюбивых замыслов, ограничиваясь лидерством в Белоруссии. Но и здесь 4-хкратный чемпион мира среди студентов был персоной non grata. Даже выиграв подряд 3 чемпионата БССР в 1976-78 гг., он так и не получал турниры в социалистических странах по республиканскому календарю, куда всегда посылали Купрейчика. Не помогло и участие в 1-й лиге чемпионата СССР, куда он попал из отборочного турнира, на пол-очка отстав от победителя Г. Каспарова.
Звонок старого друга М. Таля, пригласившего стать секундантом в претендентском цикле 1979-80 гг. подтолкнул к отказу от активной игры. Затем Капенгут в течение нескольких лет работал над давно задуманными книгами по Модерн Бенони.
С 1980 года Альберт интенсивно занимается с юным Борей Гельфандом, изредка принимая участие в соревнованиях. Однако в 1984 году Федерация шахмат СССР вычеркнула его из заявки “Спартака” на участие в Кубке страны, ибо старше 35 лет допускались лишь обладатели международных званий. В 1984-85 гг. он принимает участие в подготовке чемпиона мира к матчам с Каспаровым, а в 1986 году помогает Е. Ахмыловской в матче с чемпионкой мира Майей Чибурданидзе. В 1988 году Гельфанд становится чемпионом Европы среди юниоров, а Смирин успешно дебютирует в 55-м чемпионате СССР. По итогам года федерация награждает Капенгута медалью М.И. Чигорина как лучшего тренера страны, а в Минске присваивают звание “Заслуженный тренер БССР”. В 1990 году Гельфанд уверенно выигрывает межзональный турнир и становится 3-м в мире по рейтингу ( после Каспарова и Карпова). В составе сборной страны Борис также выигрывает Олимпиаду и чемпионат Европы.
После распада Союза Капенгут в качестве капитана команды Беларуси принимает участие в трех Олимпиадах. В 2000 году эмигрирует в США и 64-летним  оканчивает Университет по истории искусств. В 2001 и 2003 выигрывает чемпионат штата Нью-Джерси, а в 2008 становится вице-чемпионом США среди ветеранов, однако отсутствие титула гроссмейстера сильно ограничило его возможности. Воспитанник Капенгута в 2012 году сыграл вничью матч на звание чемпиона мира, и только в дополнительных партиях Гельфанд уступил Ананду.  Израильские кинематографисты сняли фильм о вице-чемпионе мира “Album 61» (фильм Израиль IMDb: 7.10), включающий интервью старого тренера.
В 2013 году Капенгут включен в Зал Славы ФИДЕ.
В 2024 году Федерация Шахмат России выпустила книгу мемуаров Альберта Капенгута «Теоретик, игрок, тренер», включающую 70 избранных партий с обширными комментариями.

## Шахматная деятельность

### Игрок
В 17 лет Капенгут впервые стал чемпионом БССР, повторив это 7 раз из 14. В 1964 году выиграл первенство СССР среди юниоров. Пару недель ранее впервые стал чемпионом мира среди студентов в команде СССР.  Этот успех он повторил еще 3 раза, дважды получив золотые медали за лучший результат на доске. Естественно, каждый раз надо было быть одним из лидеров в отборе (играл в семи), вскоре ставшим официальным первенством страны среди молодых мастеров.
Основным состязанием в те годы была система розыгрыша чемпионата СССР. Альберт в период с 1965 по 1978 гг. отыграл 8 круговых полуфиналов  и 4 отборочных по швейцарской системе, дважды попав в финал. Особенно успешным оказался 39-й в 1971 году в Ленинграде. Молодой  дебютант попал в десятку в очень сильном составе.
Попутно проводились соревнования по линиям профсоюзов и обществ. В полуфинале Спартакиады ВЦСПС 1969 года  Капенгуту удалось опередить Корчного, а в финале занять 4-е место. В последующих 5 чемпионатах дважды стал серебряным призером (1975 и 1979 гг.), а в 1983 году – бронзовым.
Чемпионаты ДСО «Спартак»  старший тренер Белсовета выигрывал трижды (1970,1975 и 1977 гг.). В командном чемпионате 1974 году в Москве сборная Белоруссии разделила 1-2 места, а на 1-й доске Альберт разделил 1-е место, обогнав 9-го чемпиона мира Тиграна Петросяна. Следует отметить также победу команды Белсовета в 1980 года в Судаке.
Необходимо отметить также Мемориалы Сокольского, в которых приходилось участвовать не только в качестве игрока, но и организатора. Капенгут сыграл 12 турниров, набрав 72,6% (что значительно выше, чем у остальных белорусских участников), при этом в 1970 и 1973 гг.– 1 место, 1971 -1-3, 1975 и 1979 гг. – 2-3.
Командные чемпионаты СССР среди республик чередовались с Кубками среди обществ (под разными названиями). За сборную БССР Капенгут играл 9 раз с 1962 по 1983 гг. Лучший результат команды – Спартакиада Народов СССР 1963 года – бронзовые медали. Среди обществ белорусский шахматист играл 10 раз за различные команды с 1961 по 1982 гг. В 1964 году сборная ЦДСА заняла 3 место, а в 1968 году в составе «Буревестника» Альберт стал чемпионом СССР, причем единственный в команде не проиграл ни одной встречи. С 1971 года выступал за ДСО «Спартак». К сожалению, в 1984 году его вычеркнули из списка, где Капенгут был заявлен после Ваганяна и Рашковского, ибо старше 35 лет для участия во всесоюзных соревнованиях допускались лишь обладатели международных званий.
В перестроечный период 1988-1991 гг. воспользовался возможностью вновь выполнить международного мастера, однако Борис Гельфанд, в то время вошедший в мировую элиту, просил своего тренера сосредоточиться на его подготовке. Последний турнир был в Реджио Эмилии (1991/92).
После переезда в США иногда играл на любительском уровне. К сожалению, доступные базы партий включают в основном последние десятилетия.

### Теоретик
С 15-летнего возраста занимался у выдающегося теоретика - победителя турнира претендентов 1950 года Исаака Ефремовича Болеславского, который в течение 20 лет был старшим тренером команды СССР, постоянно выигрывающей Всемирные Олимпиады.
В 1965 году опубликовал первую теоретическую статью в журнале « Шахматы» (Рига) №№ 23-24, а с 1967 года его статьи регулярно печатались и в «Шахматном бюллетене». Однако требовательный учитель в гневной статье о «золотом» выступлении команды СССР на Всемирной студенческой Олимпиаде пишет в “Шахматах в СССР” №10 за 1968 г.: «Двадцатичетырехлетний Капенгут является опытным турнирным бойцом. За его плечами уже пять студенческих олимпиад. Он больше других интересуется теорией, но знания его бессистемны и иногда поверхностны…». Критика не прошла бесследно. На одной из своих монографий, изданных  в ГДР, мэтр надписал: «… с пожеланием не только основательно изучить, но и развить дальше!».
В 70-е годы дуэт Болеславский – Капенгут совместно комментирует десятки партий в «Информаторе» и «The Chess Player». Всего же Капенгут в эти издания прокомментировал по несколько сотен партий, многие совместно с учениками, а в “Chess Base” свыше 600 только по Modern Benoni!
Несколько десятилетий «Шахматный бюллетень» был лидером теоретической мысли в мире. Главный редактор Ю.Л. Авербах декларировал 10% новизны в статье как знак качества. В №№ 3-4 за 1974 год напечатана статья Капенгута по системе 1.c4 e5 2.Nc3 Nf6 3.g3 Bb4. Автор впервые обратил внимание на аналогию с системой Россолимо сицилианской защиты (без темпа). Масса идей была адаптирована с потерей одного хода. Как следствие, пропорция новых продолжений стала выше 50%! Многие журналы во всем мире перепечатали статью, например «Chess Digest Magazine» edited by Larry Evans Dallas в том же году перепечатал не только эту статью, но и по системе Мароци. В «Kasparov Garry & Keene Raimond - Batsford Chess opening, 1982» появилось название «система Капенгута – Смыслова». Теоретик успешно доказал полноправную игру за черных, и взгляды обратились к включению 3.Nf3 Nc6.
В 1979 году в Минске начал выходить сборник «Шахматы, Шашки в БССР». За 12 лет вышел 61 номер. Известный белорусский шахматист Петр Корзубов вспоминает: «Ответственным секретарем его был Н. Н.  Петропавловский, а членом редакторской коллегии был Капенгут». Редактор отдела теории не только публиковал свои статьи, но и привлекал к сотрудничеству других, от будущего чемпиона мира до кандидатов в мастера.
В 1984 году вышла «Индийская Защита», 50-тысячный тираж быстро стал дефицитом. Автор подготовил 3-томник по «Modern Benoni»  для издательства Руди Шмауса в Гейдельберге, однако публикация не состоялась, хотя все-таки глава по системе «полу-Земиш» была использована для подготовки чемпиона мира к матчам с Каспаровым в 1984-85 гг.
Тема симбиоза Модерн Бенони и системы Земиша староиндийской защиты увлекла Капенгута. Появились многочисленные статьи в «New in Chess Yearbook» (№39 стр. 172–188, №48 стр. 158–160, №67 стр. 176–184, №80 стр. 214–220, №81 стр. 217–222) не только до выхода монографии «Информатора» по А65, но и после, а также в «ChessBase Magazine» vol. 101. Сначала Аттила Шнейдер в «Die Komplette Moderne Benoni Verteidigung» Band 1, 1997 Reinhold Dreier, затем Джон Уотсон в «Guide to the Modern Benoni», 2001 Gambit Publication, а затем и другие авторы стали называть «Kapengut´s 7.f3 System».
Конечно, сфера интересов теоретика не ограничивалась A65. В «Chess Base magazine» #107 можно прочитать в комментариях турецкого гроссмейстера С. Аталика про план с Qe7 в любимом дебюте: «...is called Kapengut Benoni for some reason». И не только Модерн Бенони. Польская энциклопедия («Szachy od A do Z» W. Litmanowicz & J. Gizycki Warszawa 1986 стр.404)  в первом томе называют продолжение 6.h3 в главной системе защиты Алехина именем Капенгута.  Алексей Кузьмин в книге «The Zaitsev System. Fresh Ideas and New Weapons for Black in the Ruy Lopez” 15-ю главу назвал: “Albert Kapengut’s Idea – 11.Bg5”. В русском переиздании эта глава отсутствует.
В конце 90-х - начале 2000-х много его материалов появлялось в «Chess Base».  В целом в активе теоретика свыше ста больших статей и около 1 500 комментированных партий.
В периоды работы с М. Талем и Б. Гельфандом находки сыпались сотнями, но в теории это крайне редко отображалось, однако в последней книге воспоминаний и ее продолжении на сайте belisrael.info отдельные фрагменты гигантской работы иногда проявляются.

### Тренер
В 1969 году Заслуженный тренер СССР Алексей Павлович Сокольский, чьи занятия в «Спартаке» Капенгут посещал в 1958-1959 гг, вышел на пенсию, и редкую в Минске вакансию предложили 25-летнему четырехкратному чемпиону мира среди студентов. В конце года ветеран скончался, и руководство федерации добилось в Белсовпрофе решения  о ежегодном мемориале Сокольского, проведение которого, как и других мероприятий по линии профсоюзов, было поручено ДСО «Спартак» и персонально старшему тренеру Белсовета, успешно совмещавшему это с практической игрой.
Еще в 1965 году Э. Гуфельд пригласил Капенгута тренером на чемпионат СССР в Таллине. Тогда же М. Таль хотел пригласить 21-летнего армейца секундантом на финальный матч претендентов с Б. Спасским, но Латвийское спортивное руководство отговорило «из-за возраста кандидатуры». Этот эпизод Капенгут со смехом рассказывал в 2012 году в Москве на матче Ананд – Гельфанд Сергею Карякину, в 12 лет бывшего секундантом Р. Пономарева. В последующие годы за помощью белорусского теоретика обращались гроссмейстеры А. Петросян, Л. Альбурт, Т. Георгадзе, Н. Александрия и др. Он  тренировал команды Латвии, Литвы. Поступали предложения о работе гостренером в Ленинграде и Узбекистане.
И.Е. Болеславский, приглашенный участвовать в подготовке к матчам на первенство мира 1972 и 75 гг., обратился к своему ученику за еще не напечатанными теоретическими работами, наряду со своими рукописями для ГДР. После его преждевременной кончины в 1977 году, С.А. Фурман попросил Капенгута заменить учителя. После отправки работы тут же последовал новый заказ.
В начале 1979 года 8-й чемпион мира пригласил старого друга стать его секундантом в двухлетнем претендентском цикле (кстати, всего они сыграли 7 партий: +2 =4 -1 в пользу Таля.). Рижский межзональный стал пиком достижений позднего Таля, ставшего 3-м обладателем рейтинга выше 2700 (после Фишера и Карпова). В 4-х партиях встретились идеи тренера. Особенно  важна была победа черными над Полугаевским. На пресс-конференции после окончания турнира Таль рассказал: «…Летом во время сбора на Рижском взморье мой секундант и тренер Капенгут в одном из вариантов английского начала предложил новинку…» («Межзональные турниры Рига 79, Рио-де-Жанейро 79», ФиС, 1980, стр. 10). В заключение он сказал: ”Я пользуюсь случаем, чтобы выразить огромную благодарность минскому мастеру А. Капенгуту, который очень помог мне в подготовке дебютов и в анализе позиций.” (“Шахматный межзональный Рига-79” №20, стр. 3).
В 1984 году секундант чемпиона мира Игорь Зайцев предложил принять участие в подготовке А. Карпова к матчам с Г. Каспаровым. Во время одного из сборов поступило предложение стать информационным центром команды во время матча, но из-за некоторых обстоятельств Капенгут отказался от ответственной работы, хотя и продолжал принимать участие в сборах на следующий год.
Зато на следующий год он ушел из команды, став секундантом Ахмыловской в матче с чемпионкой мира Чибурданидзе. Работа на этом уровне в сравнении с предыдущим стала легкой прогулкой, тем более, что Лена не питала иллюзий на исход матча.
В 1979 году Эдуард Зелькинд, с которым Капенгут играл еще за команду 42-й минской школы, начиная с 1954 года, собрался уезжать в США, и просил друга взять под свое крыло лучшего ученика. Альберт обещал после выбытия Таля из претендентского цикла, начать занятия с 12-летним Гельфандом. Вначале Боря приходил к нему домой 3-4 раза в неделю на 3-4 часа, через несколько лет еще чаще. В 1983 году юноша повторил блестящий 5-летней давности успех Каспарова, победив в XIII Мемориале Сокольского, а через 2 года выиграл юношеское первенство СССР в Юрмале. Там Капенгут помогал и Смирину, вскоре поступившем в Минский институт физкультуры, и регулярно приходившим на занятия вместе с Борей.
С горбачевской перестройкой возможности выезда у ребят расширились, и Гельфанд выиграл чемпионат Европы среди юниоров, а в 1988 году после 20-летнего запрета поездок в капиталистические страны Капенгут поехал в Англию с четырьмя советскими юношами, включая Борю. В 1987 году начались занятия и с 12-летним Юрой Шульманом. Все трое вскоре стали гроссмейстерами. Капенгут помогал Смирину на очень сильном чемпионате СССР в 1988 году. На следующий год, когда полностью открылись границы, неоднократный чемпион БССР сыграл в 4 турнирах. Гельфанд вынужден был просить тренера ограничить игру и сосредоточиться на его подготовке. В тот же год состоялись Всесоюзные молодежные игры в Краматорске, где сборная БССР с участием Гельфанда и Смирина под руководством Капенгута стала призером.
В 1990 году планировался тренировочный матч Каспаров – Гельфанд в Испании, но по кандидатскому списку Борис был включен в межзональный турнир в Маниле, который с блеском выиграл и по итогам года стал 3-м игроком мира по рейтингу после Каспарова и Карпова, преодолев рубеж 2700. В матчах претендентов, победив Николича, он уступил Шорту, в завершении цикла сыгравшего матч с чемпионом мира. Минчанин начал с победы черными над англичанином, но попытка переворота в Москве спутала карты. С 1993 года Капенгут перестал выезжать с учеником, но до отъезда Гельфанда в Израиль в 1998 году оставался его тренером. Был капитаном команды Беларуси на Олимпиадах в Москве (1994), Ереване (1996) и Элисте (1998).

## Спортивные результаты (основные)
| Год     | Город          | Соревнование | +  | −  | =  | Очки       | Место                        |
| 1961    | Минск          | Чемпионат БССР | 6  | 7  | 3  | 7.5 из 16  | 9-11                         |
| 1962    | Ленинград      | Матч Мастера - Кандидаты в мастера                                                                                       |    |    |    | 7,5 из 12  | 1                            |
| 1962    | Ленинград      | Командное первенство СССР                                                                                                | 4  | 2  | 2  | 5 из 8     | 5-6 команда юношеская        |
| 1963    | Москва         | Спартакиада Народов СССР (БССР)                                                                                          | 5  | 2  | 2  | 6 из 9     | 3 команда юношеская          |
| 1964    | Москва         | Первенство СССР среди молодых мастеров (закрытое)                                                                        | 3  | 1  | 6  | 6 из 10    | 3                            |
| 1964    | Пярну          | Первенство Прибалтики и БССР                                                                                             | 7  | 4  | 4  | 9 из 15    | 4-8                          |
| 1964    | Краков         | XI Всемирная Студенческая Олимпиада                                                                                      | 3  | 1  | 1  | 3½ из 5    | 1 команда 2 запасной         |
| 1964    | Москва         | Командное первенство СССР среди ДСО                                                                                      | 2  | 3  | 1  | 2.5 из 6   | 3 команда ЦДСА юношеская     |
| 1965    | Красная Пахра  | Первенство СССР среди молодых мастеров (закрытое)                                                                        |    |    |    |            | 2-4 место                    |
| 1965    | Рига           | Чемпионат Латвии | 7  | 3  | 4  | 9 из 14    | 5-6 место                    |
| 1965    | Одесса         | Чемпионат Советской Армии                                                                                                | 6  | 4  | 7  | 9.5 из 17  | 7                            |
| 1965    | Омск           | Полуфинал чемпионата СССР                                                                                                | 5  | 2  | 7  | 8.5 из 14  | 5-6                          |
| 1965    | Синая          | XII Всемирная Студенческая Олимпиада                                                                                     | 3  | 2  | 1  | 3,5 из 6   | 1 команда 1запасной          |
| 1966    | Вороново       | Первенство СССР среди молодых мастеров (закрытое)                                                                        |    |    |    |            | 2                            |
| 1966    | Рига           | Чемпионат Латвии | 7  | 1  | 7  | 10,5 из 17 | 2 место                      |
| 1966    | Эребро         | XIII Всемирная Студенческая Олимпиада                                                                                    | 7  | 1  | 0  | 7,5 из 8   | 1 команда 1 4-я доска        |
| 1966    | Краснодар      | Полуфинал чемпионата СССР                                                                                                | 4  | 3  | 10 | 9 из 17    | 8-9                          |
| 1967    | Ростов на Дону | Первенство СССР среди молодых мастеров                                                                                   | 6  | 5  | 2  | 8,5 из 13  | 2-3                          |
| 1967    | Москва         | Спартакиада Народов СССР (БССР)                                                                                          | 4  | 4  | 2  | 6 из 10    | 5 команда 4-я доска          |
| 1968    | Одесса         | Первенство СССР среди молодых мастеров                                                                                   | 5  | 7  | 3  | 8,5 из 15  | 5-6                          |
| 1968    | Гомель         | http://ferzan.by/istoriya-shahmat/ Чемпионат БССР                                                                        | 8  | 4  | 0  | 10 из12    | 1                            |
| 1968    | Ибс на Дунае   | XY Всемирная Студенческая Олимпиада                                                                                      | 5  | 2  | 1  | 6 из 8     | 1 команда 1запасной          |
| 1968    | Гомель         | Полуфинал чемпионата СССР                                                                                                | 7  | 8  | 2  | 11 из 16   | 2-4                          |
| 1968    | Рига           | Командное первенство СССР среди ДСО («Буревестник)                                                                       | 3  | 5  | 0  | 5,5 из 8   | 1 команда 5-я доска          |
| 1969    | Батуми         | Первенство СССР среди молодых мастеров                                                                                   | 6  | 5  | 4  | 8,5 из 15  | 4-6                          |
| 1969    | Минск          | Чемпионат БССР | 11 | 3  | 1  | 12,5 из 15 | 1                            |
| 1969    | Ленинград      | Спартакиада профсоюзов СССР (полуфинал)                                                                                  |    |    |    | 5,5 из 8   | 1 (Корчной 2)                |
| 1969    | Ленинград      | Спартакиада профсоюзов СССР (финал)                                                                                      | 4  | 3  | 2  | 5,5 из 9   | 4                            |
| 1969    | Ростов на Дону | Полуфинал чемпионата СССР                                                                                                | 6  | 6  | 4  | 9 из 16    | 7-8                          |
| 1969    | Вильнюс        | Международный турнир ЦШК                                                                                                 | 6  | 3  | 2  | 7,5 из 11  | 2                            |
| 1969    | Грозный        | Командное первенство СССР (БССР 2-я доска)                                                                               | 3  | 1  | 4  | 3,5 из 8   | 7 команда 2-я доска          |
| 1970    | Дубна          | Первенство СССР среди молодых мастеров                                                                                   | 6  | 3  | 6  | 7,5 из 15  | 6-10                         |
| 1970    | Минск          | Чемпионат БССР | 6  | 5  | 1  | 8,5 из 12  | 1-3                          |
| 1970    | Витебск        | Полуфинал чемпионата СССР                                                                                                | 5  | 8  | 4  | 9 из 17    | 9-10                         |
| 1970    | Фрунзе         | Чемпионат ДСО «Спартак»                                                                                                  | 7  | 7  | 0  | 10,5 из 14 | 1-3                          |
| 1970    | Минск          | 1-й Мемориал Сокольского                                                                                                 | 7  | 6  | 1  | 10 из 14   | 1                            |
| 1971    | Пермь          | Полуфинал чемпионата СССР                                                                                                | 7  | 8  | 2  | 11 из 16   | 2-3                          |
| 1971    | Ростов на Дону | ostov71.html Командное первенство СССР среди ДСО («Спартак»)                                                             | 2  | 2  | 1  | 3 из 5     | 4 команда 4 –я доска         |
| 1971    | Ленинград      | 39-й Чемпионат СССР | 6  | 9  | 6  | 10,5 из 21 | 10-11                        |
| 1971    | Ереван         | Матч СССР – Югославия 5-я доска (Di Felice - Chess Results 1971-1974 стр.107-8)                                          | 0  | 3  | 1  | 1,5 из 4   | 35:19                        |
| 1971    | Минск          | 2-й Мемориал Сокольского                                                                                                 | 8  | 2  | 3  | 9 из 13    | 1-3                          |
| 1972    | Москва         | Олимпиада СССР (БССР, 1-я доска)                                                                                         | 2  | 3  | 3  | 3,5 из 8   | 8 команда 1-я доска          |
| 1972    | Кечкемет       | Международный турнир 4th "Laszlo Toth Memorial" I (Di Felice - Chess Results 1971-1974 стр.134)                          | 3  | 9  | 3  | 7,5 из 15  | 10                           |
| 1972    | Одесса         | Полуфинал чемпионата СССР                                                                                                | 6  | 9  | 2  | 10,5 из 17 | 2-5                          |
| 1972    | Баку           | 40-й чемпионат СССР | 2  | 15 | 4  | 9,5 из 21  | 13-16                        |
| 1973    | Люблин         | (Di Felice - Chess Results 1971-1974 стр.236)                                                                            | 4  | 5  | 2  | 6,5 из 11  | 3                            |
| 1973    | Львов          | Полуфинал чемпионата СССР                                                                                                | 3  | 7  | 5  | 6,5 из 15  | 13                           |
| 1973    | Минск          | 4-й Мемориал Сокольского                                                                                                 | 6  | 6  | 1  | 9 из 13    | 1                            |
| 1974    | Москва         | Командный чемпионат ВС (ВСО «Спартак», 1-я доска)                                                                        |    |    |    | 5 из 7     | 1-2 Команда 1-2 Т.Петросян-3 |
| 1974    | Москва         | Командное первенство СССР («Спартак»)                                                                                    | 3  | 2  | 3  | 4 из 8     | 4 Команда 5-я доска          |
| 1974    | Минск          | 5-й Мемориал Сокольского                                                                                                 | 5  | 5  | 3  | 7,5 из 13  | 3-5                          |
| 1975    | Ярославль      | Чемпионат ВЦСПС | 8  | 6  | 1  | 11 из 15   | 2                            |
| 1975    | Геленджик      | Чемпионат ДСО «Спартак»                                                                                                  | 6  | 6  | 1  | 9 из 13    | 1                            |
| 1975    | Рига           | Спартакиада Народов СССР (БССР, 2-я доска)                                                                               | 5  | 2  | 2  | 6 из 9     | 8 команда                    |
| 1975    | Челябинск      | Отборочный турнир к чемпионату СССР                                                                                      | 5  | 3  | 5  | 6,5 из 13  | 27-37 из 64                  |
| 1976    | Минск          | 6-й Мемориал Сокольского                                                                                                 | 5  | 6  | 2  | 8 из 13    | 2-3                          |
| 1976    | Минск          | Чемпионат БССР | 8  | 5  | 0  | 10,5 из 13 | 1                            |
| 1976    | Тбилиси        | Командный кубок СССР («Спартак», 5-я доска)                                                                              | 1  | 3  | 3  | 2,5 из 7   | 7 команда                    |
| 1976    | Ростов-на-Дону | Отборочный турнир к чемпионату СССР                                                                                      | 3  | 6  | 4  | 6 из 13    | 35-49 из 64                  |
| 1976    | Ялта           | Чемпионат ДСО «Спартак»                                                                                                  | 5  | 9  | 1  | 9,5 из 15  | 2-5                          |
| 1977    | Минск          | Чемпионат БССР | 9  | 4  | 0  | 11 из 13   | 1                            |
| 1977    | Бельцы         | Отборочный турнир к чемпионату СССР                                                                                      | 5  | 4  | 4  | 7 из 13    | 19-30 из 64                  |
| 1977    | Фрунзе         | Чемпионат ДСО «Спартак»                                                                                                  | 8  | 4  | 3  | 10 из 15   | 1-2                          |
| 1978    | Минск          | 8-й Мемориал Сокольского                                                                                                 | 7  | 7  | 3  | 10,5 из 17 | 4-5 1 Каспаров               |
| 1978    | Минск          | Чемпионат БССР | 10 | 3  | 2  | 11,5 из 15 | 1                            |
| 1978    | Даугавпилс     | Отборочный турнир к чемпионату СССР                                                                                      | 4  | 9  | 0  | 8,5 из 13  | 3-7 из 64                    |
| 1978    | Орджоникидзе   | Командный кубок СССР («Спартак», 5-я доска)                                                                              | 4  | 0  | 3  | 4 из 7     | 5 команда                    |
| 1978    | Ашхабад        | 1-я лига чемпионата СССР                                                                                                 | 0  | 11 | 5  | 5,5 из 16  | 16-17                        |
| 1979    | Минск          | 9-й Мемориал Сокольского                                                                                                 | 5  | 9  | 1  | 9,5 из 15  | 2-3                          |
| 1979    | Ярославль      | Чемпионат ВЦСПС | 5  | 10 | 0  | 10 из 15   | 2                            |
| 1979    | Москва         | Спартакиада Народов СССР (БССР, 2-я доска)                                                                               | 2  | 4  | 1  | 5 из 9     | 9-10 команда                 |
| 1980    | Минск          | Чемпионат БССР | 7  | 8  | 2  | 11 из 17   | 3-4                          |
| 1980    | Ростов-на-Дону | Командный кубок СССР («Спартак», 5-я доска)                                                                              | 2  | 4  | 1  | 4 из 7     | 5 команда                    |
| 1981    | Минск          | 11-й Мемориал Сокольского                                                                                                | 5  | 8  | 2  | 9 из 15    | 4                            |
| 1981    | Самтредия      | Чемпионат ДСО «Спартак»                                                                                                  |    |    |    | 9,5 из 15  | 3-5                          |
| 1981    | Москва         | Командное первенство СССР (БССР, 3-я доска)                                                                              | 2  | 3  | 3  | 3,5 из 8   | 7 команда                    |
| 1982    | Кисловодск     | Командный кубок СССР («Спартак», 6-я доска)                                                                              | 1  | 3  | 1  | 2,5 из 5   | 6 команда                    |
| 1983    | Даугавпилс     | Чемпионат ВЦСПС | 3  | 13 | 0  | 9,5 из 16  | 3-4                          |
| 1983    | Москва         | Спартакиада Народов СССР (БССР, 3-я доска)                                                                               | 2  | 2  | 2  | 3 из 6     | 8 команда                    |
| 1983    | Ташкент        | Мемориал Ходжаева | 4  | 9  | 2  | 8,5 из 15  | 4-5                          |
| 1983    | Минск          | 13-й Мемориал Сокольского                                                                                                | 4  | 11 | 1  | 9,5 из 16  | 4-5 1 Гельфанд               |
| 1988    | София          | PRAVETS (BUL), 1988 – International Open Tournament (84 Players; 9 Rounds) (Di Felice - Chess Results 1986-1988 стр.478) |    |    |    | 7,5 из 9   | 1-3                          |
| 1989    | Будапешт       | Опен (533 игрока, 9 туров), (Информатор № 47 стр.431)                                                                    |    |    |    | 6,5 из 9   | 18-31                        |
| 1989    | Пула           | Опен (519 игрока 11 туров), (Информатор № 47 стр.435)                                                                    |    |    |    | 6,5 из11   | 21-49                        |
| 1991/92 | Реджио-Эмилия  | Турнир Б (Информатор № 53 стр.374)                                                                                       |    |    |    | 5,5 из 11  | 6-7                          |

## Книги
- Капенгут А. З. Индийская защита. — Минск : Полымя, 1984. — 301 с : ил.
- А65 Encyclopaedia of chess openings by Gelfand & Kapengut Chess Informator 1996
- А70 Encyclopaedia of chess openings by Gelfand & Kapengut Chess Informator 1996 ISBN 867297 039X
- Альберт Капенгут «Теоретик, игрок, тренер». Москва, ФШР 2024, 496 стр. ISBN 978-5-907077-71-3
- «Шахматисты Белоруссии» (в соавторстве) Минск «Беларусь» 1972
- «Стратегия, Тактика, Стиль» (в соавторстве) Минск «Беларусь» 1979
- Л. А. Бондарь, З.Б. Лившиц, А.И. Любошиц «Шахматные семестры»  под редакцией А. З. Капенгута Минск «Вышэйшая школа» 84

## Избранные статьи
- Альберт Капенгут “Варианты Болеславского”  «64 - Шахматное Обозрение» 1981» №19 стр. 13-15;
- Альберт Капенгут “Проблемы поставлены”  «64 - Шахматное Обозрение» 1985»  №6 стр. 12-13;
- Interview. Albert Kapengut: “Many lads of my generation lost the best years of their lives” Интервью с А. Капенгутом «Для многих ребят моего поколения лучшие годы были потеряны» («Chess Herald» № 4, 1994 стр. 59-64 );
- “New in Chess” page of Albert Kapengut 1990-2013;
- Albert Kapengut “King's Indian Defence Sämisch Variation 5.f3 Kapengut” “New in Chess” Yearbook 81;
- Albert  Kapengut «Tal's Forgotten Match” «New in Chess Magazine» 2007/1. pp 68–76;
- Albert Kapengut ““King’s Indian Defence - Semi-Sämisch 7.Nec3 - KI 81.3” “New in Chess” Yearbook 106;
- Albert Kapengut  НЕИЗВЕСТНЫЙ МАТЧ ТАЛЯ;
- Альберт Капенгут. Глазами секунданта 27.07.2023
- Альберт Капенгут. Победа над Талем  28.01.2024
- Альберт Капенгут  «ПРАВДА, ТОЛЬКО ПРАВДА, НО НЕ ВСЯ ПРАВДА»  12 мая 2013;
- Альберт Капенгут  «Ностальгия по 70-м»  25 августа 2013;
- Альберт Капенгут “13 лет рядом с Гельфандом”  «64 - Шахматное Обозрение» 2012» №4 стр. 32-40;
- Альберт Капенгут “История одного приза”  «64 - Шахматное Обозрение» 2022» №4 стр. 66-75;
- Альберт Капенгут. «Дебютант чемпионата СССР";
- Альберт Капенгут. Из воспоминаний (ч.1-8)

## Изменения рейтинга
Согласно ретрообсчету сайта chessmetric.com, Альберт Капенгут с 31.12.69 по 31.05.82 входил в мировую топ-сотню.
| Графики недоступны из-за технических проблем. См. информацию на Фабрикаторе и на mediawiki.org. |